# Heinz Schmitt (Fußballspieler)
Heinz Schmitt (* 17. September 1937 in Karlsruhe; † 5. Oktober 2018) war ein deutscher Fußballspieler, der als Stürmer des Karlsruher SC im Jahr 1960 die süddeutsche Meisterschaft und den Pokal errungen hat.

## Laufbahn

### Amateur und Karlsruher SC, bis 1962
Fußballerisch aufgewachsen ist Heinz Schmitt in der Jugendabteilung seines Heimatvereines FC Alemannia Eggenstein im Landkreis Karlsruhe. Er ragte durch seine weit überdurchschnittliche Balltechnik in allen Jugendmannschaften heraus. Bereits mit 11 Jahren spielte er daher als „Knirps“ in der C-Jugend gegen bis zu drei Jahre ältere und zwei Kopf größere Gegner. Gustav Witlatschil, sein späterer Mannschaftskamerad beim Karlsruher SC, erinnert sich noch (2008) lebhaft an Punktspiele in der C-Jugend seines Karlsruher FC Phönix gegen Eggenstein mit dem „kleinen“ Heinz Schmitt, der aber schon damals ein begnadeter Techniker gewesen war. Im Seniorenbereich machte das Offensivtalent in der 2. Amateurliga Mittelbaden, Staffel 1, mit seinem Heimatverein auf sich aufmerksam. Der 20-jährige Angriffsspieler Heinz Schmitt bekam nach dem Vorrundenspiel in der Saison 1957/58 im November 1957 gegen die Amateure des Karlsruher SC vom Präsidium des Oberligavereines ein sofortiges Vertragsangebot für deren Ligamannschaft unterbreitet. Der ehrgeizige junge Spieler nahm das Angebot trotz der damit zusammenhängenden Wechselsperre an und wechselte in den Karlsruher Wildpark.
Unter Trainer Ludwig Janda musste sich der Neuzugang aus Eggenstein bis zum 31. August 1958 gedulden, bis er sein Debüt in der Oberliga Süd feiern konnte. Er steuerte zum 6:3-Heimerfolg gegen den SSV Reutlingen sogleich zwei Treffer bei. Der KSC-Angriff agierte gegen das schwäbische Team vom Stadion an der Kreuzeiche in folgender Besetzung: Willy Reitgaßl, Heinz Schmitt, Gustav Witlatschil, Günter Herrmann und Oswald Traub. Durch die weitere Konkurrenz im KSC-Angriff durch Heinz Beck, Ernst Kunkel, Klaus Matischak und Manfred Reiner kam Schmitt 1958/59 nur zu sieben Ligaeinsätzen, in denen er fünf Tore erzielte. In seinem zweiten Spieljahr, 1959/60, stand er durch seine überzeugenden Leistungen in der Vorbereitung am Rundenstart, am 23. August 1959 beim Auswärtsspiel in Reutlingen, bei der 2:3-Niederlage als Halblinks neben Linksaußen Friedel Späth, in der jetzt von Trainer Eduard Frühwirth trainierten KSC-Mannschaft. Danach folgte ein Rückschlag: Schmitt musste sich einer Meniskusoperation unterziehen und konnte erst wieder am 19. Spieltag, den 24. Januar 1960, beim 4:0-Auswärtserfolg gegen Viktoria Aschaffenburg in der Oberliga auflaufen. Schmitt feierte dabei mit zwei Treffern ein Come-back nach Maß. Die Aschaffenburger wurden von Ernst Lehner trainiert und hatten mit Torhüter Otmar Groh, Verteidiger Heinrich Dittel, Mittelläufer Egon Horst und Halblinks Ernst Kreuz dabei beachtliche Akteure vor 12.000 Zuschauern im Stadion am Schönbusch im Einsatz.
Beim 10:1-Heimerfolg am 21. Februar 1960 gegen Bayern Hof erzielte Heinz Schmitt vier Tore. Das Sport Magazin äußerte sich darüber mit folgenden Worten: „Der umformierte Sturm bewies, dass er Tore schießen kann. Mit Beck in der Mitte und Schmitt in der linken Verbindung kam Leben in die Fünferreihe“.
In den drei Partien am 20. März im süddeutschen Pokal gegen die SpVgg Bayreuth (mit Fritz Semmelmann und Johann Zeitler), am 27. März beim 1. FC Nürnberg und am 3. April 1960 im Heimspiel gegen den FC Bayern München in der Oberliga gehörte Heinz Schmitt zu den entscheidenden KSC-Akteuren. In Bayreuth erzielte er in der Verlängerung in der 110. Minute die 2:1-Führung, beim Oberligaspiel am 27. März in Nürnberg glückte ihm in der 87. Minute das Tor zum 2:1-Siegtreffer und vor 35.000 Zuschauern im Wildparkstadion ließ er gegen den FC Bayern München am 3. April drei weitere Treffer gegen den überragend haltenden Bayern-Torhüter Árpád Fazekas beim 4:2-KSC-Heimsieg folgen. Als der Tabellenführer aus Karlsruhe am 28. Spieltag, den 10. April, beim Tabellenvierten 1860 München ein 1:1-Unentschieden holte, gehörte Heinz Schmitt auf Linksaußen der badischen Sturmreihe an, die im Sport-Magazin positiv bewertet wurde. Zur Generalprobe für die Endrunde wurde für den KSC die Begegnung in der vierten Runde um den süddeutschen Pokal am 7. Mai 1960 in Karlsruhe gegen Bayern München. Der Südmeister gewann nach Toren von Reiner und Wischnowsky knapp mit 2:1 Toren und der für Günther Herrmann auf Halbrechts eingesetzte Schmitt erwies sich beim KSC als bester Stürmer. Vom 14. Mai bis zum 18. Juni 1960 trug der KSC seine Gruppenspiele um die deutsche Fußballmeisterschaft gegen Westfalia Herne, Hamburger SV und Borussia Neunkirchen aus. In allen sechs Begegnungen brachte Trainer Frühwirth im KSC-Angriff Heinz Schmitt zum Einsatz, der dabei zwei Tore erzielte. Schmitt setzte sich in den Spielen gegen Herne mit Hans Tilkowski, Alfred Pyka, Helmut Benthaus, Otto Luttrop und Gerhard Clement auseinander und erlebte nach der 2:4-Heimniederlage gegen Borussia Neunkirchen – Gerd Lauck, Erich Leist, Dieter Harig, Karl Ringel, Rudi Dörrenbächer – im Rückspiel den Wechsel auf der Mittelläuferposition von Bernhard Termath hin zu Gustav Witlatschil. In den zwei Spielen gegen den späteren Deutschen Meister Hamburger SV am 21. Mai in Hamburg und am 11. Juni in Karlsruhe, als der KSC 3:1 Punkte errang, stürmte Schmitt jeweils am linken Flügel und erzielte beim 4:3-Heimerfolg in der 23. Spielminute die zwischenzeitliche 3:0-Führung für die Badener.
Zwei Wochen vor dem Rundenstart 1960/61, am 30. Juli 1960, fand das Finale um den süddeutschen Vereinspokal in Mannheim vor 22.000 Zuschauern zwischen dem Karlsruher SC und Eintracht Frankfurt statt. Heinz Schmitt hatte es am linken Flügel mit dem Eintracht-Verteidiger Friedel Lutz dabei zu tun. Der KSC gewann das Spiel mit 2:1 Toren. Überraschend für Schmitt baute Trainer Frühwirth in der Oberligasaison auf die Sturmformation mit Reitgaßl, Herrmann, Wischnowsky, Späth und Reinhold Nedoschil und er kam nur zu drei Einsätzen, wo er zwei Tore erzielte. Auch in der Saison 1961/62 – Josef Marx verstärkte jetzt das Stürmerangebot der Karlsruher – bekam er nur sechs Einsätze zugestanden und dadurch entschloss sich Heinz Schmitt zur Runde 1962/63 zu einem Vereinswechsel, um wieder regelmäßig zu Spieleinsätzen kommen zu können. An diesem Entschluss konnte auch nicht die ausgedehnte und eindrucksvolle Südamerikareise vom 29. April bis 24. Mai 1962 was ändern, wo Schmitt mit dem KSC am 23. Mai in Vina del Mar u. a. ein Testspiel gegen die Nationalmannschaft von Chile mit 0:2 Toren bestritt. In Santiago de Chile gab es ein Wiedersehen mit dem Ex-Mitspieler Horst Szymaniak und dem KSC-Spielmacher Günther Herrmann, die mit dem DFB bereits für die Fußball-Weltmeisterschaft 1962 in Chile weilten. Nach 27 Spielen in der Oberliga Süd mit 19 erzielten Toren für den Karlsruher SC spielte Heinz Schmitt ab der Saison 1962/63 für den gerade in die 2. Liga Süd abgestiegenen SV Waldhof Mannheim.

### Mannheim, bis 1968
Mit den Blau-Schwarzen vom Stadion am Alsenweg belegte der Neuzugang aus Karlsruhe in der 2. Liga 1962/63 hinter dem FSV Frankfurt und dem ESV Ingolstadt den dritten Rang. Waldhof war damit qualifiziert für die neue Regionalliga Süd ab der Runde 1963/64. Schmitt gehörte der Stammbesetzung an und damit hatte sich sein Wechsel als richtig erwiesen. Im ersten Jahr Regionalliga bestritt er alle 38 Rundenspiele kam mit Waldhof auf den 11. Rang. Mit den weiteren Leistungsträgern Helmut Maklicza, Wolfgang Höfig, Rolf Lederer, Klaus Sinn, Albert Preis, Karl-Heinz Kiß, Günter Träutlein und Friedrich Zipperer verbesserte sich die Mannschaft von Heinz Schmitt in den nächsten zwei Runden auf die Plätze vier und drei im Süden. 1965 rangierten Bayern München, SSV Reutlingen und Kickers Offenbach vor Waldhof und 1966 landete Schmitt mit seinen Mannschaftskameraden hinter Schweinfurt 05 und Offenbach auf dem dritten Rang. Unter Trainer Fred Hoffmann erzielte Heinz Schmitt im Weltmeisterschaftsjahr 1966 in der Regionalliga Süd 19 Tore und rangierte damit in der Torjägerliste hinter Willibald Mikulasch, Wolfgang Breuer, Norbert Knopf, Werner Anzill, Siegfried Gast und Franz Schäffner gemeinsam mit Kurt Dachlauer auf dem siebten Rang. Die Runde hatte er mit zwei Treffern am ersten Spieltag beim 7:2-Heimerfolg gegen Opel Rüsselsheim eröffnet. Danach verhandelten Mönchengladbach, Schalke und Düsseldorf mit Schmitt, der es auch unbedingt in der Bundesliga versuchen wollte, aber der Schritt glückte durch die überhöhten Transferbedingungen von Waldhof nicht und der dadurch sehr verärgerte Stürmer schloss sich darauf – auch mit einer Portion Trotz – dem Lokalrivalen VfR Mannheim zur Runde 1966/67 an. Schmitt hatte von 1964 bis 1966 für Waldhof 99 Spiele in der Regionalliga Süd bestritten und dabei 35 Tore erzielt.
Mit den Blau-Weiß-Roten Rasenspielern belegte er 1967 den fünften bzw. 1968 den sechsten Rang und kam an der Seite der Mitspieler Klaus Beckfeld, Walter Duttenhofer, Wolfgang Platz, Ernst Tober, Jürgen Schult, Hans Benzler und Franz Schäffner von 1966 bis 1968 auf 54 Regionalligaspiele und erzielte dabei 20 Tore. Sein letztes Rundenspiel bestritt Schmitt am 13. April 1968 beim 2:2-Remis bei Darmstadt 98, als er zusammen mit dem linken Verbinder Jürgen Schult den linken Flügel des VfR bildete.

## Ausklang
Nach dem Ende seiner Vertragsspielertätigkeit beim VfR Mannheim im Jahre 1968 kehrte Heinz Schmitt mit 31 Jahren als Spielertrainer zu seinem Heimatverein Alemannia Eggenstein zurück. Beruflich führte er über 30 Jahre die Tankstelle bei der Autobahnraststätte Bruchsal und lebte in seiner Heimatgemeinde Eggenstein.